# 安哥拉錫伯鯰
安哥拉錫伯鯰（学名：Schilbe angolensis），為輻鰭魚綱鯰形目北非鯰科的其中一種，其种加词“angolensis”意为“安哥拉的”。分布於非洲安哥拉的淡水流域，體長可達9公分，棲息在底層水域，屬肉食性，生活習性不明。